# Lecteria reisi
Lecteria reisi är en tvåvingeart som beskrevs av Alexander 1921. Lecteria reisi ingår i släktet Lecteria och familjen småharkrankar.
Artens utbredningsområde är Kamerun. Inga underarter finns listade i Catalogue of Life.